# Egyedülálló
Az interperszonális státusz jogi meghatározásaiban az egyedülálló személy olyan személyre utal, aki nem él komoly, elkötelezett kapcsolatban, vagy nem tagja élettársi kapcsolatnak.  A közhasználatban az „egyedülálló” kifejezést gyakran használják olyan személyre, aki nem vesz részt semmilyen komoly romantikus kapcsolatban, beleértve a hosszú távú randizást, eljegyzést, házasságot, vagy olyan személyt, aki „önszántából egyedülálló”. Az egyedülálló emberek részt vehetnek randizásban és más tevékenységekben, hogy hosszú távú partnert vagy házastársat találjanak.

## Okok, amiért az emberek egyedülállóak maradnak
Az emberek számos okból maradhatnak egyedülállók, többek között (de nem kizárólagosan):
- Pénzügyi kényszer[3]
- A mentális egészségük[4]
- Az oktatási vagy szakmai előrelépés[1]
- Megfelelő partnerek hiánya[3]
- A házasság szükségességével kapcsolatos felfogás megváltozása[3]
- Elkötelezettség olyan vallási rendek iránt, amelyek nem teszik lehetővé a házasságot[1]
- Egyes esetekben az egyedülálló emberek nem érdekeltek a házasságban, élettársi kapcsolatban vagy más típusú elkötelezett kapcsolatokban[5][6]
- Traumatikus élmények, beleértve a családon belüli erőszakot, diszfunkcionális családot, nemi erőszakot és/vagy szexuális erőszakot[7]
- A későbbi életkorban történő házasságkötés és az együttélés növekvő tendenciája[3]

Egyes egyedülállók erre lehetőségként tekintenek és értékelik a magányt. Vannak, akik önszántukból maradnak egyedül. A szingliséget preferenciaként választók mellett vannak olyanok is, akik vallási okokból nem házasodnak meg. Ezek a vallási hagyományok közé tartoznak:
- A katolicizmus, a keleti ortodoxia és a koptizmus keresztény szerzetesi kultúrája.
- A sajátos buddhista szerzetesi hagyományok[8]

## Szingli kultúra az egyes országokban

### Egyesült Államok
Az Amerikai Egyesült Államok Népszámlálási Hivatala szerint az 1980-as évek óta a leggyorsabban növekvő háztartástípus az egyedülálló személy. A korábban társadalmilag egyaránt szokatlan és a vélt szerepek miatt elfogadhatatlan, a közvélemény tudatossága, a modern társadalmi-gazdasági tényezők és az egyre népszerűbb és hosszabb oktatás és karrier egyre inkább elérhetővé tették az egyedülálló életmódot sok amerikai számára, különösen a vietnami háború után.
Az Egyesült Államok Népszámlálási Irodája szerint 2016-ban az egyedülálló felnőttek az Egyesült Államok lakosságának több mint 45%-át tették ki. E csoport 65 százaléka soha nem volt házas. 2014-ben a Pew Research Center megjegyzi, hogy a fehér, fekete, spanyol és ázsiai amerikaiak közül a soha nem házas felnőttek aránya a feketék között volt a legmagasabb. Ugyanez a tanulmány azt is előrevetítette, hogy az ezredfordulósok mintegy 25%-a nem házasodik meg.

### Egyesült Királyság
Az Egyesült Államokhoz hasonlóan az Egyesült Királyságban is egyre nagyobb népszerűségnek örvendenek az egyszemélyes háztartások. A 2000-es években a tanulmányok azt találták, hogy egyre több állampolgárról látták, hogy a karrierjüket többre értékelik a személyes kapcsolatoknál. Az egyszemélyes háztartások számának növekedését részben annak is tulajdonították, hogy egyesek számára ez magas önbecsülést jelenthet.

### Japán
Japánban nem ritka, hogy az állampolgárok úgy döntenek, hogy egyedülállóak maradnak. Ezt számos közszereplő és híresség is példázza. A nők jellemzően a barátságokat értékelik a romantikus kapcsolatokkal szemben; sokan továbbra is munkát vállalnak és később házasodnak, vagy teljesen lemondanak a házasságról.
Azonban azok a japán emberek, akik szeretnének randizni, arról számoltak be, hogy a túlterheltség miatt nehéz időt találni erre.
Valamelyest kapcsolódik a japán társadalomban hikikomori megnevezéssel illetett társadalmi csoport helyzete.

### Dél-Korea
Dél-Koreában minden év április 14-én egy nem hivatalos ünnepnapot, a Fekete Napot tartják meg a szingli emberek számára. Azok az egyedülállók, akik nem kaptak ajándékot Valentin-napon vagy Fehér napon, feketébe öltözve találkoznak, és Csadzsangmjont, fekete babpasztával bevont tésztát esznek. Az étel Dél-Korea egyik nemzeti étele, és vigasztaló ételnek számít.

### Svédország
A svédországi Stockholmban az emberek hatvan százaléka egyedül él.

## Párkapcsolati státusz és egészségi állapot
Egy személy kapcsolati státusza hatással lehet az egészségi állapotára. Az emberek különböző nézőpontból ítélik meg, hogy a kapcsolati státusz hogyan befolyásolja az egészséget.
A Los Angeles-i Kaliforniai Egyetem kutatói szerint „A szingli lét nem tesz jót az egészségnek és az élettartamnak.” A szingliség megkönnyíti az emberek számára, hogy elveszítsék a kapcsolatot másokkal. A társas kapcsolatok hiánya miatt az emberek fokozatosan elveszítik önazonosságukat, támogatásukat és céljukat Peggy A. Thoits, az Indiana Egyetem pszichológiaprofesszora szerint. Egy nemrégiben készült felmérés szerint „32 százalékkal magasabb a korai halálozás aránya az egyedülálló férfiaknál, mint a házas férfiaknál. Míg az egyedülálló nőknél 23 százalékkal magasabb a halálozás aránya a házas nőkhöz képest.” (Az American Journals of Epidemiology Study jelentése). A kutatók azzal magyarázták, hogy az egyedülálló emberek több érzelmi tényezőt tapasztalnak, ami miatt hamarabb halnak meg. Egy nemrégiben készült harvardi tanulmányt tekintve „A társadalmilag elszigetelt férfiaknál 82 százalékkal nagyobb a kockázata annak, hogy szívbetegségben halnak meg.” Egy szakértői tanulmány szerint az egyedülálló embereknél nagyobb a halálozási arány nagyobb műtétek után, mint a házaspároknál.
Egy tanulmány, amely hosszú távon egyedülálló és párkapcsolatban élő felnőttek kötődési mintáit hasonlította össze, megállapította, hogy a párkapcsolatban élő résztvevőkhöz képest az egyedülálló emberek „magasabb szintű magányosságról, depresszióról, szorongásról és szexuális elégedetlenségről számoltak be”.
Az egyedülállóságot támogató emberek különböző véleményeket fogalmaznak meg róla, rámutatva, hogy nem minden házasság egyforma. Az egészséges, pszichológiai jólétben élő emberek boldog kapcsolatban élnek a partnerükkel. Ezzel szemben a boldogtalan házasságok ellenkező hatást váltanak ki: „Egy rossz házasság miatt az ember elszigeteltebbnek érezheti magát, mintha egyedülálló lenne.” Eric Klinenber, a New York-i Egyetem szociológus professzora szerint. Egy másik, több mint 10 000 felnőttet vizsgáló tanulmány szerint a házaspárok nagyobb valószínűséggel híznak a romantikus kalandok során, mint az egyedülállók. Más szóval a házaspároknál nagyobb a súlygyarapodás kockázata, ami elég nagy lehet ahhoz, hogy egészségügyi kockázatot jelentsen - számolt be Zhenchao Qian, az Ohio Állami Egyetem szociológiaprofesszora.

## Célok
A társkereső szolgáltatások különösen célzott és reklámozott szolgáltatás az egyedülállók számára. A társkereső szolgáltatások és a társkereső események iparának növekedése olyan drasztikus volt, hogy megszületett a „társkereső ipari komplexum” kifejezés (emlékeztetve Dwight D. Eisenhower elnök "katonai-ipari komplexum" kifejezésére), hogy megragadja a pénzt és a munkaerőt, amelyet a társkereső szolgáltatásokra fordítanak az egyedülállók számára.
A szinglikkel kapcsolatos kereskedelemben a szinglikkel kapcsolatos rendezvények különösen nagy növekedést mutatnak. Sok rendezvény bizonyos hovatartozású, érdeklődésű vagy vallású szingliket céloz meg. A leglátogatottabb ilyen rendezvények közé tartozik a karácsony esti, az észak-amerikai nagyvárosokban élő fiatal zsidó szingliket célzó parti, különösen a Matzo Ball és annak nagyvárosi versenytársai, valamint számos más vallási szervezet szingli rendezvényei is nagyon népszerűek. A vallási szponzorált szingli eseményeken keresztül történő randizást azonban kritizálták a randizók magánéletének megsértése és a jogosulatlan elvárások elősegítése miatt is.
Szintén létezik az egyedül utazóknak extra díjat felszámoló Single Supplement.
Egyes országokban bizonyos törvények közvetlenül vagy közvetve hátrányos helyzetbe hozhatják az egyedülállókat. Az Egyesült Államokban például a társadalombiztosítási özvegyi ellátást csak azok a személyek kaphatják meg, akik korábban házasok voltak, és az Egyesült Államokban az egyedülálló emberek több jövedelemadót fizetnek, mint a házasok. Számos országban az utazás- és üdülésszervezők büntetést (gyakran akár 100%-os büntetést) szabnak ki az egyedül utazó személyekre.
Az idősebb egyedülállók szintén célpiacot jelentenek, hasonló okokból. Ők jellemzően elváltak vagy megözvegyültek, akik talán megbékéltek azzal, hogy életük hátralévő részében egyedülállóak lesznek, és a lehető legtöbbet szeretnék kihozni abból, ami még hátravan. Gyermekeik, ha vannak, jellemzően anyagilag függetlenek. Lehet, hogy újabb kapcsolatot keresnek, de az is lehet, hogy nem. Őket a marketingesek is erősen megcélozzák. Egy egész iparág foglalkozik azzal, hogy kéretlen telefonhívásokat intézzenek ehhez a csoporthoz, abban a reményben, hogy kihasználják azokat, akik nem tudják megkülönböztetni a becsületest a tisztességtelentől.

## Filmek és filmsorozatok
Az egyedülálló lét történetét számos film és filmsorozat is feldolgozta már, akárcsak az egyedülállók párkeresési kalandjait is:
- Szex és New York